# إسماعيل دميرجي
إسماعيل دميرجي (13 نوفمبر 1984 في أنقرة-). ممثل تركي. تلقى تعليمه الجامعي في برمجة الكمبيوتر، ثم التحق بقسم المسرح الموسيقي التابع لجامعة الأناضول وتخرج منه. يشتهر إسماعيل ديرمجي بشخصيته إركان، التي جلبها مسلسل وادي الذئاب، قدم دوره الأول في مسلسل “وادي الذئاب” في موسم 2006-2007، وشارك في  ابنة المصنع، قصر سبارو، ماجنسنت سينشري كوسيم، خطايا والدي، محمد بير جيهان. ظهر مؤخرا في المسلسل التلفزيوني الاصطدام، وعام 2019 نجمة الشمال .

## حياته الخاصة
تزوج إسماعيل دميرجي من الممثلة هاندا سورال عام 2017م، في حفل عائلي بسيط، جمع فيه الأصدقاء المقربين والعائلة، فقد أقاموا حفلا في منزلهم، وتوافد الأقارب لمنزلهم لمشاهدة سعادتهم، كما حضره عدد من نجوم الفن المقربين منهم بوراك سيفينش، عارف بيشكين، إيكين توركمن، إيزجي أيوبوغلو وميرت أوكال لم يتركوا أصدقاءهم بمفردهم في هذا اليوم السعيد، وأستمر الرقص والاستمتاع حتى الساعات الأولى من الصباح .